# Маркус Рива
Микелис Лякса (латыш. Miķelis Ļaksa; род. 2 октября 1986, Талси, Латвийская ССР, СССР), известный как Маркус Рива (латыш. Markus Riva) — латвийский музыкант, певец, ведущий, диджей, продюсер, модель.

## Евровидение
Сочиненные им песни несколько раз исполнялись на латвийском национальном отборе за путёвку на Евровидение. Участвовал в национальном отборе Supernova. В отборах 2015 и 2018 годов выходил в финал. В 2018 году он занял 5-е место в финале отбора. В 2019 году с песней You make me so crazy и занял 2 место на национальном отборе. В 2020 году участвовал в отборе на Евровидение с песней Impossible, но не прошел в финал. В 2022 году участвовал в отборе на Евровидение с песней If You’re Gonna Love Me, но не прошел в финал. В 2023 году занял четвёртое место на отборе с песней Forever.